# 無病呻吟
《無病呻吟》，（Le Malade imaginaire）是莫里哀創作的最後一部戲劇作品，這是一部由三幕組成的散文形式的芭雷舞喜劇。該劇於1673年2月10日由國王劇團在巴黎皇家宮劇院首演，劇中配樂由馬克-安托萬·夏龐蒂埃（Marc-Antoine Charpentier）創作，芭蕾舞編排由皮埃爾·博尚（Pierre Beauchamp）設計。

## 角色介紹
- 阿爾岡（Argan）  主角，一名成天懷疑自己有病的人，在意於自己的健康，對醫生深信不疑。
- 圖瓦內特（Toinette）  阿爾岡的女僕，聰明且機智，幫助安潔莉克對抗父親的安排。
- 貝琳（Béline）  阿爾岡的第二任妻子，表面上對他關懷備至，但實際上只是為了繼承他的財產。
- 安潔莉克（Angélique）  阿爾岡的長女，與父親選定的未婚夫對立，深愛克利昂。
- 克利昂（Cléante）  安潔莉克的情人，年輕且充滿激情，與她一同反抗父親的包辦婚姻。
- 貝拉爾德（Béralde）  阿爾岡的弟弟，理性且冷靜，試圖說服兄長改變頑固的想法。
- 托馬斯·迪亞佛斯（Thomas Diafoirus）  阿爾岡為安潔莉克選定的未婚夫，醫生出身，笨拙又木訥。
- 迪亞佛斯先生（Monsieur Diafoirus）  托馬斯的父親，同樣是一位醫生，與阿爾岡密謀結親。
- 邦內弗瓦先生（Monsieur Bonnefoy）  一名公證人，負責阿爾岡的法律事務。
- 弗勒朗先生（Monsieur Fleurant）  一名藥劑師，與阿爾岡合作提供療程。
- 路易松（Louison）  阿爾岡的小女兒，安潔莉克的妹妹，年幼但聰慧。

## 劇情概要
《無病呻吟》的劇情圍繞主角阿爾岡（Argan）展開，他是一名疑病症患者。阿爾岡喪偶後再婚，娶了貝琳（Béline）。貝琳表面上對他關懷備至，實際上卻只想等他過世繼承遺產。阿爾岡執著於健康，經常接受放血和排毒療法，並服用大量由醫生開出的各種藥物。然而，這些醫生多半是只為了賺病人的錢，並非真心為改善健康。為了揭露這些醫生的虛偽和貝琳的真面目，阿爾岡的聰明女僕圖瓦內特（Toinette）假扮成醫生，為阿爾岡提供許多諷刺且滑稽的建議。
阿爾岡計劃將長女安潔莉克（Angélique）嫁給醫生托馬斯·迪亞佛斯（Thomas Diafoirus），但安潔莉克深愛著克利昂（Cléante），堅決反對這門婚事。在阿爾岡的要求下，安潔莉克和克利昂用一首歌曲表達了彼此的愛意，但阿爾岡誤以為這首歌是為向托馬斯展示安潔莉克的才華。
接下來就是阿爾岡為了測試貝琳和安潔莉克的真心，圖瓦內特建議阿爾岡假裝死亡。當貝琳得知丈夫「去世」時，露出了輕鬆和欣喜的表情，而安潔莉克則表現出真誠的悲痛。阿爾岡受到觸動，立刻結束了假裝死亡，並同意安潔莉克與克利昂的婚事，條件是克利昂成為一名醫生。
在結尾，阿爾岡的弟弟貝拉爾德（Béralde）說服阿爾岡自己成為醫生。戲劇以阿爾岡「想像病患者成為醫生」的荒謬儀式收尾，為整個劇情增添了滑稽的色彩。

## 莫里哀的最後一部喜劇
在《無病呻吟》第四次演出時，飾演主角阿爾岡的莫里哀突然病倒，但他努力隱藏自己的痛苦。劇團的演員們意識到他病情嚴重，便拉下帷幕中止了演出。關於他「死於舞台上」的說法只是一個後來產生的傳說。實際上，醫生將他送回家中，數小時後他在妻子阿曼德·貝雅爾（Armande Béjart）和幾位親友的陪伴下辭世。
在此期間，莫里哀要求找一名神父為他施行臨終聖事。然而，由於當時演員被教會視為不敬業者並遭到絕罰，他不得不以非常象徵但正式的方式，書面聲明放棄演員的身份，正如他的小姨子瑪德琳·貝雅爾（Madeleine Béjart）一年前同日去世時所做的那樣。然而，唯一同意前往的神父最終還是未能及時抵達。

## 戲劇分析

### 對醫生的諷刺
莫里哀在《無病呻吟》中對醫生進行了尖銳的諷刺，這種批判在中世紀法國戲劇中已有先例，這樣的批判一直延續至17世紀的法國戲劇及義大利的即興喜劇（commedia dell'arte）。醫生被描繪為利用人們對死亡或疾病的恐懼來牟利。
莫里哀早在他的另一部作品《飛天醫生》（Le Médecin volant）中就開始探索這一主題，後來在《唐璜》（Dom Juan ou le Festin de Pierre，1665年）中也有類似描寫，例如僕人斯加納雷爾（Sganarelle）假扮醫生，裝作博學的模樣。
莫里哀經常運用以下兩種喜劇手法來批評醫生：
1. 對醫學術語的滑稽模仿：醫生的專業術語被過度誇大和荒誕化，讓人發笑。
2. 角色偽裝的反諷：簡單的服裝改變就足以讓劇中的一般角色成為「專業人士」，突顯醫生形象的空洞和虛偽。[6]

### 對死亡的幽默
死亡作為重要主題在《無病呻吟》中反覆出現，但被賦予了喜劇色彩：
- 阿爾岡極度害怕死亡，並因此成為醫生的受害者。
- 安潔莉克和克利昂的愛情甚至與自殺相連，若被迫分開便願共赴黃泉。
- 阿爾岡的小女兒假裝死亡來逃避懲罰。
- 阿爾岡假裝死亡，試圖測試妻子和女兒對他的真心。

莫里哀以幽默的方式探討了人們對死亡的恐懼，並通過誇張的場景讓觀眾重新審視生與死的意義。

### 音樂與舞蹈在《無病呻吟》中的運用
莫里哀的喜劇《無病呻吟》在最初演出時，每一幕間都穿插配有音樂和舞蹈的插曲，為劇情增添了豐富的藝術層次。其中包括結尾時阿爾岡被「授予醫生資格」的滑稽儀式。在第二幕的開頭，克利昂（Cléante）和安潔莉克（Angélique）還合唱了一首短曲，作為推動劇情的重要部分。

#### 馬克-安托萬·夏龐蒂埃的音樂創作
1. 音樂作品：夏龐蒂埃（Marc-Antoine Charpentier）為《無病呻吟》創作的不僅是一段普通的舞台配樂，而是完整的音樂作品，現被編入其作品目錄，編號為 H.495、H.495a 和 H.495b。
2. 背景故事：夏龐蒂埃接替了與莫里哀關係緊張的讓-巴蒂斯特·呂利（Jean-Baptiste Lully），負責為此劇創作音樂。然而，由於音樂總監暗中幫助呂利，並因此而出台政策限制非呂利的音樂家，夏龐蒂埃被迫兩次修改配樂，最終留下了三個版本。
3. 音樂的命運：夏龐蒂埃的一部分音樂在後期散佚，直至1980年，美國音樂學家約翰·S·鮑威爾（John S. Powell）在法蘭西喜劇院的檔案中重新發現這些作品。他的研究補充了音樂學家H. W. 希區柯克（H. W. Hitchcock）對夏龐蒂埃作品的目錄編纂，讓這些配樂得以完整再現。[7][8]

#### 音樂與戲劇的融合
《無病呻吟》的音樂與劇情緊密結合，不僅增強了戲劇的娛樂效果，還賦予了作品更多的藝術魅力。夏龐蒂埃的音樂風格與莫里哀的幽默劇情相得益彰，為觀眾提供了視覺與聽覺雙重的藝術享受。音樂與舞蹈的結合，使《無病呻吟》成為一部獨具特色的芭雷舞喜劇。

#### 戲劇的重現與後續的新音樂
1. 音樂的修訂與重現：
  - 1990年，巴黎的沙特萊劇院（Théâtre du Châtelet）首次重新演繹了該劇的原始音樂版本。[9]
  - 2022年，南特的格拉斯林劇院（Théâtre Graslin）再次使用原始音樂進行演出，重現莫里哀時代的藝術風貌。[10]
2. 後續作曲家的參與：
  - 許多作曲家後來為該劇創作了新音樂，包括奧芬巴赫（Jacques Offenbach，1851年）、聖桑（Camille Saint-Saëns，1892年）、喬利維（André Jolivet，1944年）等。

《無病呻吟》結合音樂、舞蹈和幽默，以多層次的表現形式表達了那個時代醫學的荒謬和人類對死亡的恐懼，並成為莫里哀最具影響力的喜劇之一。

## 引用資料
1. 1 2  Goujon, Patrick. . Études. 2010-11-28,. Tome 413 (12). ISSN 0014-1941. doi:10.3917/etu.4136.0697f.
2. ↑  作者：莫里哀，譯者：李健吾. . 上海譯文出版社. 2022/11/01.
3. ↑  Georges, Forestier. . Gallimard. 2018: p. 472–475.
4. ↑  André, Degaine. . éditions Nizet. 1993: « La troupe de Molière » p. 217, 219.
5. ↑  朱靜美. . 中外文學. 2001-01-01, 29 (10). doi:10.6637/CWLQ.2001.29(10).94-116 （中文（臺灣））.
6. ↑  朱俐. . 2006-09-01. doi:10.29487/moliere.200609.0191.
7. ↑  Charles, Mazouer. . Cahiers de l'Association internationale des études francaises. 1989, 41 (1). ISSN 0571-5865. doi:10.3406/caief.1989.1710 （法语）.
8. ↑  John S., Powell. . Journal of the American Musicological Society. 1986, 39 (1). ISSN 0003-0139. doi:10.2307/831695.
9. ↑  . Le Monde. 1990-03-24.
10. ↑  . Unidivers. 2021.